# Traian
Marcus Ulpius Nerva Traianus (n. 18 septembrie 53 d.Hr., Italica, Hispania⁠(d), Portugalia – d. august 117 d.Hr., Selinus⁠(d), Provincia Antalya, Turcia) a fost împărat roman între 98-117, al doilea din așa-zișii cinci împărați buni ai Imperiului Roman. În timpul domniei sale imperiul a ajuns la întinderea teritorială maximă.
Titlul său complet era IMPERATOR • CAESAR • DIVI • NERVAE • FILIVS • MARCVS • VLPIVS • NERVA • TRAIANVS • OPTIMVS • AVGVSTVS • FORTISSIMVS • PRINCEPS • GERMANICVS • DACICVS • PARTHICVS • MAXIMVS.

## Origine

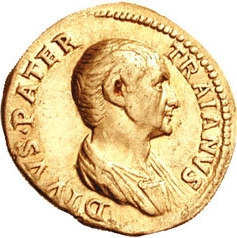
Marcus Ulpius Traianus pe un aureus emis, în 115, sub fiul acestuia, Marcus Ulpius Nerva Traianus: Revers: circular: DIVVS • PATER TRAIANVS, în centru: bustul drapat al tatălui împăratului Traian, spre dreapta. Avers (fără imagine): circular: IMP TRAIANO AVG GER DAC P M TR P COS VI P P, bust laureat și drapat, văzut din spate.

Traian a fost fiul lui Marcus Ulpius Traianus, un proeminent senator și general dintr-o familie romană faimoasă (Ulpii). Familia s-a stabilit în provincia Baetica, în Spania de azi, cândva spre sfârșitul celui de-al Doilea Război Punic, iar Traian a fost doar unul din membrii familiei Ulpii, familie care a continuat și după moartea sa.
S-a născut pe 18 septembrie 53, în orașul Italica, din provincia romană Hispania. Tânăr fiind, a urcat în ierarhia armatei romane, luptând în cea mai periculoasă zonă a Imperiului Roman, în zona Rinului. A luat parte la războaiele lui Domițian împotriva germanilor și era unul dintre cei mai mari comandanți militari ai imperiului când Domițian a fost ucis în 96.
Renumele său i-a servit în timpul succesorului lui Domițian, Nerva, care era nepopular în cadrul armatei și avea nevoie de cineva ca să obțină sprijinul legiunilor. A obținut acest sprijin prin numirea lui Traian ca fiu adoptiv al său și succesor, în toamna anului 97 (27 octombrie). Viitorul împărat Hadrian i-a adus vestea lui Traian despre adopție, obținând astfel bunăvoința lui Traian pentru restul vieții sale. La moartea lui Nerva pe 27 ianuarie 98, Traian i-a succedat fără nici un incident, fiind respectat de supuși. Astfel primul roman ne-italian a devenit împărat.

## Traian Optimus

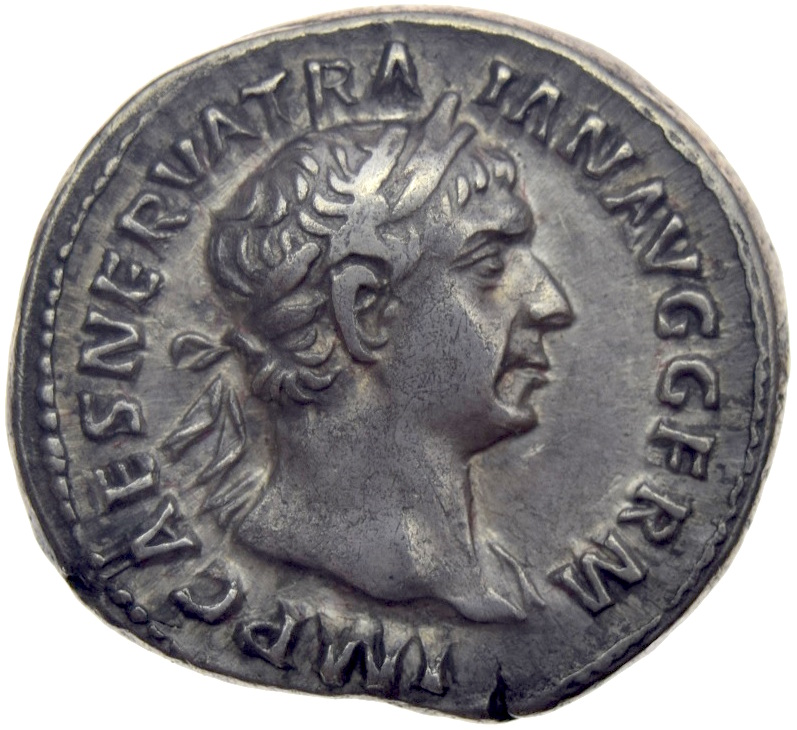
Dinar cu imaginea împăratului Traian, realizat la Roma în 101-102.

Noul împărat a fost primit de oamenii din Roma cu mare entuziasm, pe care el l-a justificat prin guvernarea fără vărsare de sânge, spre deosebire de domnia lui Domițian. A eliberat cetățenii romani care fuseseră închiși pe nedrept de Domițian și a returnat proprietăți confiscate. Popularitatea sa a ajuns să fie atât de mare încât Senatul Roman i-a acordat lui Traian titlul de optimus, adică „cel mai bun”.

## Traian - Dacicus Maximus
Dar Traian a rămas în istorie și pentru luptele sale. În 101, a lansat o expediție în regatul Dacia, aflat la nord de Dunăre și l-a forțat un an mai târziu pe regele Decebal să capituleze, după ce Traian a înconjurat cu succes capitala Sarmizegetusa. Traian s-a întors la Roma încununat cu succes și a primit titlul de Dacicus Maximus.
Totuși, la scurt timp, Decebal a adus iarăși probleme Imperiului Roman, încercând să convingă regatele vecine nord-dunărene să i se alăture. Traian se hotărăște să atace din nou, inginerii săi construind un imens pod peste Dunăre, și reușesc să cucerească Dacia în 106, capitala dacilor, Sarmizegetusa, fiind distrusă. Decebal s-a sinucis. Traian a construit un nou oraș, numit Colonia Ulpia Traiana Augusta Dacica Sarmizegetusa la aproximativ 70 km de vechea capitală. A hotărât să colonizeze Dacia cu romani și a anexat-o ca provincie romană.

## Pe urmele lui Alexandru cel Mare
Cam în același timp, regele Nabateei a murit. El a lăsat moștenire regatul său lui Traian, în timp ce Dacia era cucerită, iar imperiul a câștigat astfel ceea ce va deveni provincia Arabia Petrea (sudul Iordaniei de azi și o mică parte din Arabia Saudită).
Pentru următorii șapte ani, Traian a domnit ca un împărat civil. În acest timp, a corespondat cu Pliniu pe tema creștinilor, spunându-i în principiu că îi va lăsa în pace atât timp cât nu-și vor practica religia în public. A construit câteva noi clădiri, monumente și drumuri în Italia și Iberia natală. Magnificul forum, ce adăpostește și Columna lui Traian, care amândouă au fost ridicate pentru a comemora victoriile din Dacia, se mențin în Roma până în zilele noastre, așa cum se menține și arcul de triumf din Mérida.

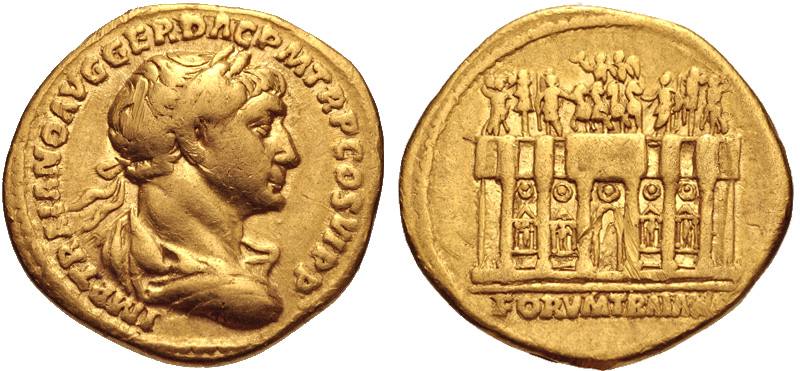
Aureus (19 mm diametru; 7,13 grame), atelierul monetar din Roma, cca 112-115.
Avers, circular: IMP TRAIANO AVG GER DAC P M TR P COS VI P P, bust laureat, drapat și în armură, spre dreapta;
Revers: Arcus Traiani (Arcul de Triumf al lui Traian) din Forul lui Traian. În exergă: FORVM TRAIAN[A].

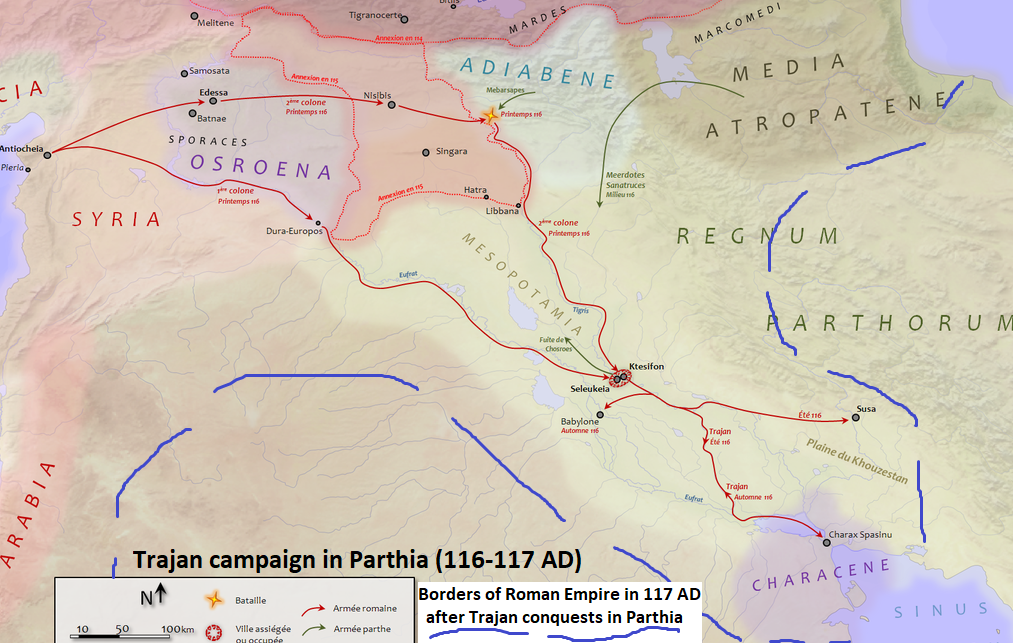
Ultima campanie in 116-117

În 113, s-a îmbarcat pentru ultima campanie, provocat fiind de decizia Parției de a pune un rege pe tronul Armeniei, un regat asupra căruia cele două mari imperii au împărțit hegemonia încă de pe timpul lui Nero. 
Traian a ajuns primul în Armenia, l-a detronat pe regele existent și a anexat regatul la Imperiul roman. Apoi și-a îndreptat atenția către sud, către Parția, cucerind Babilonul, Seleucia și în final Ctesiphon, capitala Armenia, în 116. 

A continuat să meargă către sud, către Golful Persic, a declarat Mesopotamia drept nouă provincie a imperiului, și s-a plâns că e prea bătrân pentru a-i călca pe urme lui Alexandru cel Mare.

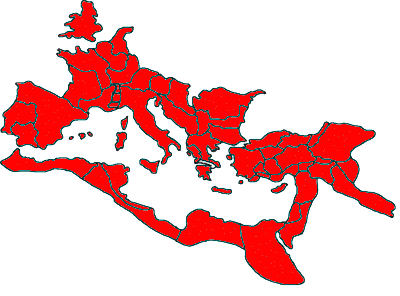
Imperiul Roman în timpul lui Traian

Și totuși nu s-a oprit aici. Mai târziu, în anul 116, a trecut munții Khuzestan din Persia și a cucerit marele oraș Susa. L-a detronat pe regele Parției Chrosoes și și-a urcat pe tron propria marionetă, pe Parthamaspates. Imperiul Roman nu va mai înainta niciodată atât de mult spre est.
La acest moment, sorții războiului precum și propria-i sănătate, l-au trădat. Cu orașul-fortăreață Hatra de pe râul Tigru în spatele său, a continuat să reziste atacurilor romane. Evreii s-au răsculat, la fel și populația Mesopotamiei. Traian a fost astfel forțat să-și retragă armatele pentru a înăbuși revoltele. Traian vedea acest lucru ca pe un amănunt minor, dar nu a mai apucat să conducă o armată pe câmpul de bătălie.

## Decesul și renumele
Târziu în 116, pe când se odihnea în provincia Cilicia și plănuia încă un război împotriva Parției, Traian s-a îmbolnăvit. Sănătatea i s-a înrăutățit în primăvara și vara lui 117, până când la 9 august a murit. Pe patul de moarte l-a numit ca succesor pe Hadrian. Acesta, devenind împărat, a returnat Mesopotamia Parției. Toate celelalte teritorii cucerite de Traian au fost păstrate.
Cenușa împăratului a fost depusă în încăperea de la baza columnei lui Traian (columnă ce fusese ridicată atât pentru a comemora victoriile împăratului, fiind o adevărată istorie gravată în piatră, cât și pentru a-i servi ca mausoleu). Inscripția de la intrarea în interiorul columnei are următorul cuprins:
Senatus populusque Romanus imp. Caesari divi Nervae f. Nervae Traiano Aug. Germ. Dacico pontif. Maximo trib. pot. XVII imp. VI p.p. ad declarandum quantae altitudinis mons et locus tant[is oper]ibus sit egestus.
Pentru următoarea perioadă, oricărui împărat nou, chiar și a celui al Imperiului Bizantin, i se ura în Senat să fie felicitor Augusto, melior Traiano, adică "mai fericit ca Augustus și mai bun ca Traian". Spre deosebire de alți conducători din istorie, reputația lui Traian a rămas nepătată timp de mai mult de 1900 de ani.